# Liste des gratte-ciel de Tampa
Depuis la construction de la Park Tower en 1972, une douzaine d'immeubles de  100 mètres de hauteur et plus ont été construits à Tampa en Floride.

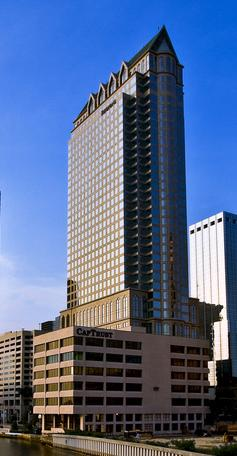
100 North Tampa

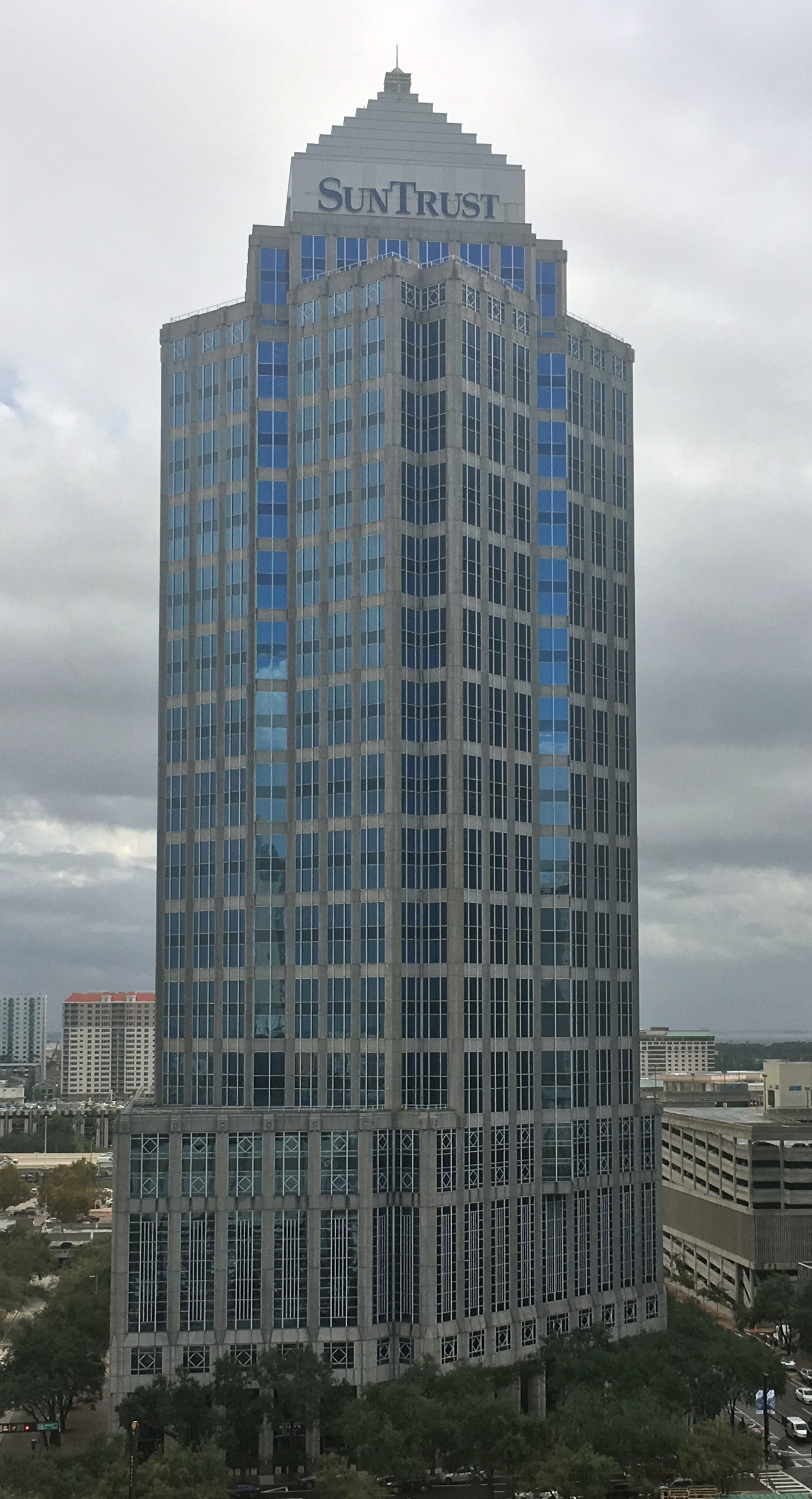
SunTrust Financial Center

En 2014 la liste des immeubles de plus de 100 mètres de hauteur est la suivante;
| Rang | Nom                            | Hauteur | Étages | Année |
| ---- | ------------------------------ | ------- | ------ | ----- |
| 1    | 100 North Tampa                | 176 m   | 38     | 1992  |
| 1    | Bank of America Plaza (Tampa)  | 176 m   | 42     | 1986  |
| 3    | One Tampa City Center          | 164 m   | 38     | 1981  |
| 4    | SunTrust Financial Centre      | 160 m   | 36     | 1992  |
| 5    | Element                        | 140 m   | 34     | 2009  |
| 6    | Park Tower                     | 140 m   | 36     | 1972  |
| 7    | Rivergate Tower                | 138 m   | 32     | 1988  |
| 7    | Hillsborough County Center     | 114 m   | 28     | 1993  |
| 9    | Sam Gibbons Federal Courthouse | 114 m   | 17     | 1997  |
| 10   | SkyPoint                       | 110 m   | 32     | 1997  |
| 11   | Towers of Channelside East     | 100 m   | 30     | 2007  |
| 12   | Towers of Channelside West     | 100 m   | 30     | 2007  |